# Conclave de 1503 (octubre)
El conclave papal celebrat a l'octubre de 1503 va triar a Giuliano della Rovere com el Papa Juli II per succeir a Pius III. El conclave es va dur a terme durant les guerres d'Itàlia, a penes un mes després del conclave de setembre de 1503, el que va facilitar la nova elecció, ja que cap dels cardenals electors havia viatjat prou lluny de Roma per perdre-s el conclave. El nombre de cardenals que participaren fou 38: el Col·legi dels Cardenals s'havia reduït, en concret un menys, ja que Pius III no en va ordenar cap.
Sobretot a causa de la falta d'una capitulació de conclave, el conclave va tenir només deu hores, el més curt de la història.

## Elecció
El mes entre els dos conclaves, Della Rovere es va reunir amb Cèsar Borja i els cardenals espanyols, el suport que li faltava en el conclave anterior, i els va assegurar que mantindria el comandament de Cèsar en l'exèrcit papal i les possessions territorials a Itàlia. Cèsar així, va lliurar el suport dels 11 cardenals espanyols.
Georges d'Amboise també va acceptar la candidatura de della Rovere, respecte al fet que la seva pròpia candidatura era ja impossible, della Rovere era qui podia parar els interessos francesos sobre Itàlia.
Va ser un dels conclaves més curts de la història. La primera votació es va celebrar l'endemà i va ser una mera formalitat. Giuliano della Rovere va ser gairebé unànimement elegit Papa. Només ell mateix va votar a favor d'Amboise, i el Carafa a Amboise. El Papa electe va prendre el nom de Juli II. La inauguració solemne del seu pontificat es va celebrar el 26 de novembre 1503. Paradoxalment, Juli II va ser triat a través de suborns dels electors, va prendre mesures decisives contra la simonia en l'Església.

## Llista de participants
El conclave del 31 d'octubre – 1 de novembre 1503 que elegí com a papa Giuliano della Rovere era compost:
1. Giuliano della Rovere, bisbe de Velletri (elegit papa amb el nom de Juli II)
2. Jorge da Costa, bisbe de Porto i Santa Rufina, vicedegà del Sacre Col·legi
3. Girolamo Basso della Rovere, bisbe de Palestrina
4. Oliviero Carafa, bisbe de Sabina, degà del Sacre Col·legi
5. Antonio Pallavicini Gentili, bisbe de Frascati
6. Lorenzo Cybo de Mari, bisbe d'Albano
7. Raffaele Sansoni Galeotti Riario, administrador del bisbat de Viterbo, bisbe de Conca
8. Giovanni Colonna
9. Ascanio Maria Sforza, administrador del bisbat de Pavia, Cremona, Novara i Girgenti
10. Giovanni de' Medici, futur papa Lleó X
11. Federico Sanseverino, bisbe de Maillezais i administrador apostòlic de Vienne
12. Giovanni Antonio Sangiorgio, bisbe de Parma
13. Bernardino López de Carvajal, bisbe de Sigüenza, administrador del bisbat d'Avellino i Frigento
14. Giuliano Cesarini el Jove, administrador del bisbat d'Ascoli Piceno
15. Domenico Grimani, patriarca d'Aquileia
16. Alessandro Farnese el Vell, administrador del bisbat de Corneto e Montefiascone, futuro papa Pau III
17. Ippolito d'Este, administrador del bisbat d'Eger, Capua, Ferrara i Milà
18. Lluís d'Aragó, administrador del bisbat d'Aversa, Capaccio, Policastro i Lecce
19. Joan de Castre-Pinós i de So, bisbe de Agrigent
20. Georges d'Amboise, arquebisbe de Rouen
21. Amanieu d'Albret, administrador del bisbat d'Auloron, Condom, Comminges
22. Pere Lluís de Borja-Llançol de Romaní i Montcada, arquebisbe de València
23. Jaume Serra i Cau, arquebisbe d'Oristany
24. Pietro Isvalies, arquebisbe de Reggio Calabria
25. Francesc de Borja, arquebisbe de Cosenza i bisbe de Teano
26. Juan de Vera, arquebisbe de Salerno
27. Ludovico Podocataro, arquebisbe de Benevento
28. Antonio Trivulzio il Vecchio, bisbe de Como
29. Marco Corner, administrador apostòlic de Verona
30. Giovanni Stefano Ferrero, arquebisbe de Bolonya
31. Joan Castellar i de Borja, arquebisbe de Monreale
32. Francisco de Remolins, arquebisbe de Sorrento
33. Francesco Soderini, bisbe de Volterra
34. Niccolò Fieschi, bisbe de Fréjus
35. Francisco Desprats, bisbe de Lleó
36. Adriano Castellesi, bisbe de Hereford
37. Jaume de Casanova
38. Francesc Galceran de Lloris i de Borja, bisbe d'Elna, administrador de Valença i Dia, arquebisbe de Trani i patriarca titular de Constantinobla

## Absents
1. Raymond Pérault
2. Lluís Joan de Milà
3. Guillaume Briçonnet
4. Philippe de Luxembourg
5. Tamás Bakócz
6. Melchior von Meckau, bisbe de Bressanone